# Aktion Gitter
Die Aktion Gitter (auch Aktion Gewitter und Aktion Himmler genannt) war eine umfassende Verhaftungsaktion der Gestapo, bei der am  22. und 23. August 1944 ehemalige Funktionäre und Mandatsträger einiger Parteien der Weimarer Republik verhaftet wurden. Darunter fanden sich Sozialdemokraten, Gewerkschafter, Liberale, Kommunisten, Mitglieder des Zentrums und der Bayerischen Volkspartei.

## Vorgeschichte
Die Massenverhaftung Aktion Gewitter war keine spontane Reaktion des Regimes auf die Ereignisse vom 20. Juli 1944, sondern in den Grundzügen schon vorher geplant. Schon 1935/1936 wurden ehemalige führende Politiker der Weimarer Republik auf einer sogenannten A-Liste geführt, die in drei Kategorien eingestuft wurden: A-1 bis A-3.
Im Frühjahr 1939, unmittelbar nach der sogenannten Zerschlagung der Rest-Tschechei, verhaftete die Gestapo im neu errichteten Protektorat Böhmen und Mähren in der gleichnamigen Aktion Gitter einige Tausend Personen, die auf der A-1-Liste als Staatsfeinde registriert waren, sowie anschließend bei Beginn des Zweiten Weltkrieges in der Aktion Albrecht I. zusätzliche 2000 Personen, die als „politische Schutzhäftlinge“ überwiegend ins KZ Buchenwald deportiert wurden. Einige von ihnen kamen bis zum Sommer 1940 frei.

## Planungen
Adolf Hitler hatte im April 1942 angekündigt, „wenn heute irgendwo im Reich eine Meuterei ausbreche“, so werde man mit „Sofortmaßnahmen“ antworten. Unmittelbar nach Beginn von Unruhen oder ähnlichen Ereignissen werde man alle „leitenden Männer gegnerischer Strömungen, und zwar auch die des politischen Katholizismus, aus ihren Wohnungen heraus verhaften und exekutieren lassen“. Außerdem seien alle Insassen der Konzentrationslager ebenso zu erschießen wie alle Kriminellen, egal ob inhaftiert oder in Freiheit befindlich.
Heinrich Himmler erhielt am 14. August 1944 den Auftrag zur Inhaftierung von ehemaligen KPD- und SPD-Funktionären. Diese Massenverhaftung sollte unabhängig davon durchgeführt werden, ob ihnen aktuell eine oppositionelle Aktivität nachzuweisen sei, und lief ohne Verbindung mit der Fahndung nach den Verschwörern des 20. Juli. In einem geheimen Fernschreiben der Abt. IV des Reichssicherheitshauptamtes (RSHA) vom  17. August 1944 an alle Gestapo(leit)stellen im Deutschen Reich gab Gestapochef Müller bekannt, der Reichsführer SS Himmler habe eine große Verhaftungswelle befohlen. Festzunehmen seien alle früheren Reichs-, Landtags- und Stadtverordneten von KPD und SPD sowie alle ehemaligen Gewerkschafts- und Parteifunktionäre der SPD, „gleichgültig …, ob diesen im Augenblick etwas nachzuweisen ist oder nicht“. Lediglich über 70-Jährige, Kranke und solche, die sich mittlerweile um das System „verdient“ gemacht hätten, sollten verschont werden. Die Verhaftungen sollten reichsweit in den frühen Morgenstunden des 22. August erfolgen, wobei die Festgenommenen unverzüglich dem nächsten Konzentrationslager der Stufe I („Für alle wenig belasteten und besserungsfähigen Schutzhäftlinge, außerdem für Sonderfälle und Einzelhaft“) oder in ein nahegelegenes Gefängnis zu überstellen waren. Gleichzeitig musste beim RSHA „Schutzhaft“ beantragt werden. Ferner hatten die Gestapostellen dem RSHA die Zahl der Festgenommenen, aufgeschlüsselt nach Partei sowie unter Angabe der früheren Funktionen, zum 25. August zu melden. Himmlers Befehl lief unter dem Decknamen „Aktion Gewitter“. Das RSHA hatte es unterlassen, die ehemaligen Kreistagsabgeordneten mit einzubeziehen, was erst nach Rückfrage einiger Gestapostellen geschah. Am 21. August wurde der Verhaftungsbefehl auch auf frühere Abgeordnete der Zentrumspartei ausgedehnt, jedoch zwei Tage später teilweise wieder eingeschränkt.

## Verlauf
Die Verhaftungen begannen in den Morgenstunden und wurden entweder durch die Gestapo allein oder in Zusammenarbeit mit örtlichen Polizeikräften durchgeführt. Schätzungen gehen von insgesamt etwa 5000 Verhaftungen aus. Die meisten Verhafteten wurden in Konzentrationslager gebracht. In das KZ Neuengamme kamen 650, ins KZ Buchenwald 742, und ins KZ Dachau wurden 860 Verhaftete eingeliefert. Andere wurden in das Hauptgefängnis in der Prinz-Albrecht-Straße in Berlin eingeliefert, Frauen ins KZ Ravensbrück. Da man nach formalen Kriterien und veralteten Listen verfuhr, wurden auch zahlreiche Kranke und Alte verhaftet, deren politische Betätigung mehr als ein Jahrzehnt zurücklag. Auch waren einige der nun Verhafteten bereits unmittelbar nach Beginn der nationalsozialistischen Herrschaft festgesetzt worden. Andere dagegen wurden erstmals inhaftiert. Nachdem diese Massenverhaftungen in der Bevölkerung auf Unmut stießen, ordnete Ernst Kaltenbrunner am 30. August eine Überprüfung an, worauf die Aktion abebbte. Insgesamt blieb das Vorgehen des NS-Regimes eine Repressalie – unvorhersehbar und widersprüchlich. Viele Verhaftete kamen auch aufgrund heftiger Proteste ihrer Familien und Freunde kurzfristig wieder frei.
Unter den Verhafteten waren Konrad Adenauer, Paul Löbe, Eugen Kaiser, Kurt Schumacher, Karl Arnold und Johanna Tesch. Adenauer gehörte zu den von Kardinal Frings namentlich Genannten, für die Frings seinen Freund Bischof Wienken am 31. August 1944 um Vorsprache im Reichssicherheitshauptamt in Berlin bat.

## Opfer
Die ehemaligen Reichstagsabgeordneten Otto Gerig, Karl Mache, Heinrich Jasper, Friedrich Puchta, Theodor Roeingh, Johanna Tesch und Joseph Roth sowie der Hamburger Reformpädagoge Kurt Adams überlebten die KZ-Haft nicht oder starben an deren Folgen. Aufgrund der unmenschlichen Behandlung in den Lagern starben bis Winter 1944/45 zahlreiche der weiterhin Inhaftierten. Andere wurden beim Herannahen der alliierten Truppen in andere Konzentrationslager verlegt, wobei viele erschossen wurden, die diesen Todesmärschen nicht gewachsen waren. Weitere waren unter denen, die bei der Versenkung der mit etwa 7000 KZ-Häftlingen besetzten Schiffe Cap Arcona und Thielbek am 3. Mai 1945 ums Leben kamen.

## Historiografie
Hanna Gerig, die Witwe eines der Opfer der Aktion, schrieb 1973:

„Einen reinen Willkürakt stellt die Aktion GEWITTER dar, die, schlagartig, minutiös jedoch von der Gestapo auf Bundesgebiet – damals Reichsgebiet einsetzenden Verfolgungsjagd dar. Nur wenige Historiker begriffen, dass diese Aktion keineswegs automatisch mit der AKTION 20. JULI zu identifizieren ist …“

Sebastian Haffner beklagte 1978 ein Forschungsdesiderat und schrieb:

„Die Aktion, damals unveröffentlicht, ist auch in den Geschichtsdarstellungen merkwürdig unbeachtet geblieben; sie wird meist mit der Verfolgung der 20.-Juli-Verschwörer in Zusammenhang gebracht, mit der sie nichts zu tun hatte. Sie war vielmehr das erste Anzeichen, daß Hitler jeder möglichen Wiederholung des seiner Meinung nach vorzeitigen Kriegsabbruchs von 1918 vorbeugen wollte: daß er entschlossen war, auch ohne sichtbare Chance bis zum bitteren Ende weiterzukämpfen – in seinen Worten: ,bis fünf Minuten nach zwölf‘ – und sich darin durch niemanden stören zu lassen.“

Die Historikerin Stefanie Schüler-Springorum befand im Jahr 2005, dass die Aktion Gitter bislang nur für den norddeutschen Raum punktuell erforscht sei.
Auch 2009 galt die Aktion Gitter als noch nicht abschließend erforscht.